# Čestereg
Čestereg (izvirno srbsko Честерег; madžarsko Csősztelek, nemško Tschesterek oz. Neuhatzfeld) je naselje v Srbiji, ki upravno spada pod Občino Žitište; slednja pa je del Srednjebanatskega upravnega okraja.

## Demografija
|  |

| Demografija | Demografija     | Demografija     |
| Leto        | Št. prebivalcev | Št. prebivalcev |
| ----------- | --------------- | --------------- |
|             |                 |                 |
|             |                 |                 |
|             |                 |                 |
|             |                 |                 |
| 1948        | 2296            |                 |
| 1953        | 2248            |                 |
| 1961        | 2101            |                 |
| 1971        | 1766            |                 |
| 1981        | 1581            |                 |
| 1991        | 1465            | 1445            |
| 2002        | 1472            | 1391            |
| 2011        | {{{п2011}}}     | (prvi rez.)     |

| Etnična sestava po popisu iz leta 2002 | Etnična sestava po popisu iz leta 2002 | Etnična sestava po popisu iz leta 2002 | Etnična sestava po popisu iz leta 2002 | Etnična sestava po popisu iz leta 2002 |
| -------------------------------------- | -------------------------------------- | -------------------------------------- | -------------------------------------- | -------------------------------------- |
| Srbi                                   | Srbi                                   |                                        | 1.294                                  | 93,02%                                 |
| Romi                                   | Romi                                   |                                        | 27                                     | 1,94%                                  |
| Hrvati                                 | Hrvati                                 |                                        | 15                                     | 1,07%                                  |
| Jugoslovani                            | Jugoslovani                            |                                        | 14                                     | 1,00%                                  |
| Madžari                                | Madžari                                |                                        | 11                                     | 0,79%                                  |
| Črnogorci                              | Črnogorci                              |                                        | 2                                      | 0,14%                                  |
| Makedonci                              | Makedonci                              |                                        | 2                                      | 0,14%                                  |
| Slovenci                               | Slovenci                               |                                        | 1                                      | 0,07%                                  |
| Neznano                                | Neznano                                |                                        | 6                                      | 0,43%                                  |

levo|мини|300п|Дијаграм кретања броја становништва у Честерегу од 1836 до 2002. године